# Villedieu-les-Poêles

Villedieu-les-Poêles este o comună în departamentul Manche, Franța. În 2009 avea o populație de 3882 de locuitori.